# NGC 5295
NGC 5295 je eliptična galaktika u zviježđu Žirafi. 

## Vanjske poveznice
- (engl.) SEDS: NGC 5295
- (engl.) Revidirani Novi opći katalog
- (engl.) Izvangalaktička baza podataka NASA-e i IPAC-a
- (engl.) Astronomska baza podataka SIMBAD
- (engl.) VizieR
- DSS-ova slika NGC 5295  Arhivirana inačica izvorne stranice od 12. veljače 2016. (Wayback Machine)